# Edmonson County
Edmonson County is een county in de Amerikaanse staat Kentucky.
De county heeft een landoppervlakte van 784 km² en telt 11.644 inwoners (volkstelling 2000). De hoofdplaats is Brownsville.

## Bevolkingsontwikkeling

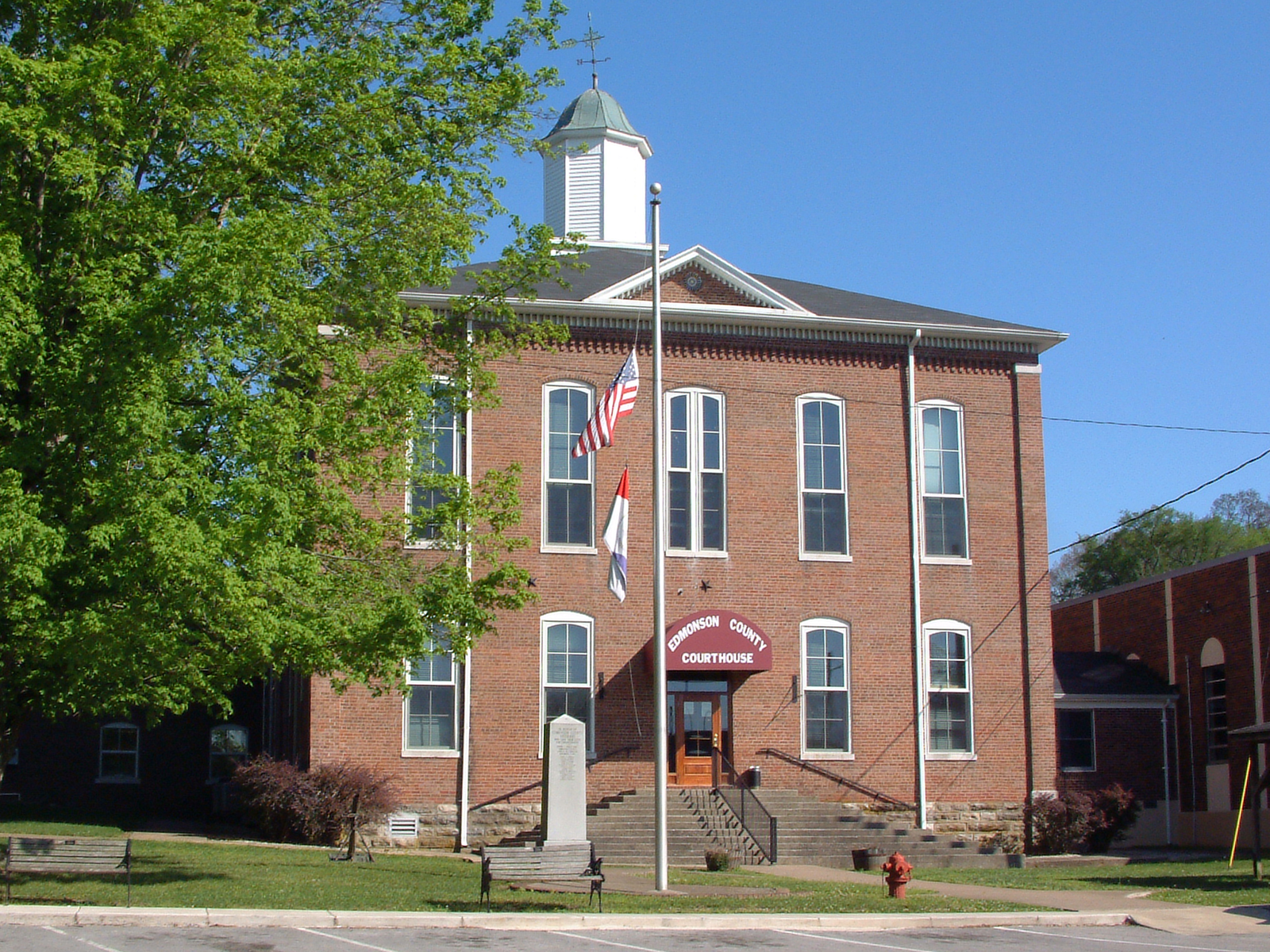
Edmonson County Courthouse